# جواز سفر جيبوتي
يتم إصدار جواز السفر الجيبوتي لمواطني جيبوتي للسفر الدولي.

## السفر بدون تأشيرة
البلدان التالية تمنح تأشيرة مجانية أو على تأشيرة للسفر عند الوصول لمواطنين جيبوتي :

### أفريقيا
| البلدان والأقاليم | شروط الحصول |
| ----------------- | --- |
| بوروندي           | تأشيرة صدر لدى وصوله |
| الرأس الأخضر      | تأشيرة صدر لدى وصوله |
| جزر القمر         | وحرر 24 ساعة تأشيرة العبور صدر لدى وصوله إلى المطار. في غضون 24 ساعة هذا يجب تحويلها إلى تأشيرة كاملة في مكتب الهجرة في موروني (رسوم مستحقة الدفع)                    |
| إثيوبيا           | 3 months |
| غامبيا            | على جواز سفر لدخول ميناء ال 24-72 ساعة العبور تمرير يتم إصدارها. ويجب أن يتم تحويلها إلى تأشيرة كاملة صالحة حتى 1 الشهر في دائرة الهجرة في بانجول (رسوم مستحقة الدفع) |
| كينيا             | 3 الشهر تأشيرة صادرة عن وصول 50 دولارا |
| مدغشقر            | 90 يوما أصدرت تأشيرة لدى وصوله لألعاب 140,000 |
| موزمبيق           | 30 يوما من إصدار تأشيرة دخول لدى وصولهم إلى 25 دولارا أمريكيا |
| سيشل              | 1 month نسخة محفوظة 29 سبتمبر 2007 على موقع واي باك مشين. |
| تنزانيا           | 3 الشهر تأشيرة صادرة عن وصول 50 دولارا |
| توغو              | 7 التأشيرات الصادرة اليوم لدى وصوله |
| أوغندا            | 3 الشهر تأشيرة صادرة عن وصول 50 دولارا |
| زامبيا            | 3 الشهر تأشيرة صادرة عن وصول 50 دولارا |

### الأمريكتين
| البلدان والأقاليم       | شروط الحصول |
| ----------------------- | ----------- |
| دومينيكا                | 6 months    |
| الإكوادور               | 90 days     |
| هايتي                   | 3 months    |
| سانت كيتس ونيفيس        | 14 days     |
| سانت فينسنت والغرينادين | 1 month     |

### آسيا
| Countries and Territories | Conditions of access                                                          |
| ------------------------- | ----------------------------------------------------------------------------- |
| أرمينيا                   | 120 day visa issued upon arrival for AMD 15,000                               |
| أذربيجان                  | 30-day visa issued upon arrival for US$100                                    |
| بنغلاديش                  | 90 day visa issued on arrival for $50                                         |
| كمبوديا                   | 30 day visa issued on arrival for US$ 20                                      |
| جورجيا                    | 3 month visa issued on arrival                                                |
| لاوس                      | 30 day visa issued on arrival for US$ 30                                      |
| المالديف                  | 30 days                                                                       |
| ماكاو                     | 30 day visa issued on arrival for 100 MOP                                     |
| نيبال                     | 60 day visa issued on arrival for US$30                                       |
| الفلبين                   | 21 days                                                                       |
| سنغافورة                  | 30 days                                                                       |
| سوريا                     | 15 day visa issued on arrival نسخة محفوظة 12 مارس 2020 على موقع واي باك مشين. |
| تيمور الشرقية             | 30-day visa issued upon arrival for US$30                                     |

### أوروبا
| Countries and Territories | Conditions of access |
| ------------------------- | -------------------- |
| كوسوفو                    | 90 days              |

### أوقيانوسيا
| البلدان والأقاليم | شروط الحصول |
| ----------------- | ----------- |
| جزر كوك           | 31 days     |
| ميكرونيسيا        | 30 days     |
| نييوي             | 30 days     |
| بالاو             | 30 days     |
| ساموا             | 60 days     |
| توفالو            | 1 month     |